# Energy Ball

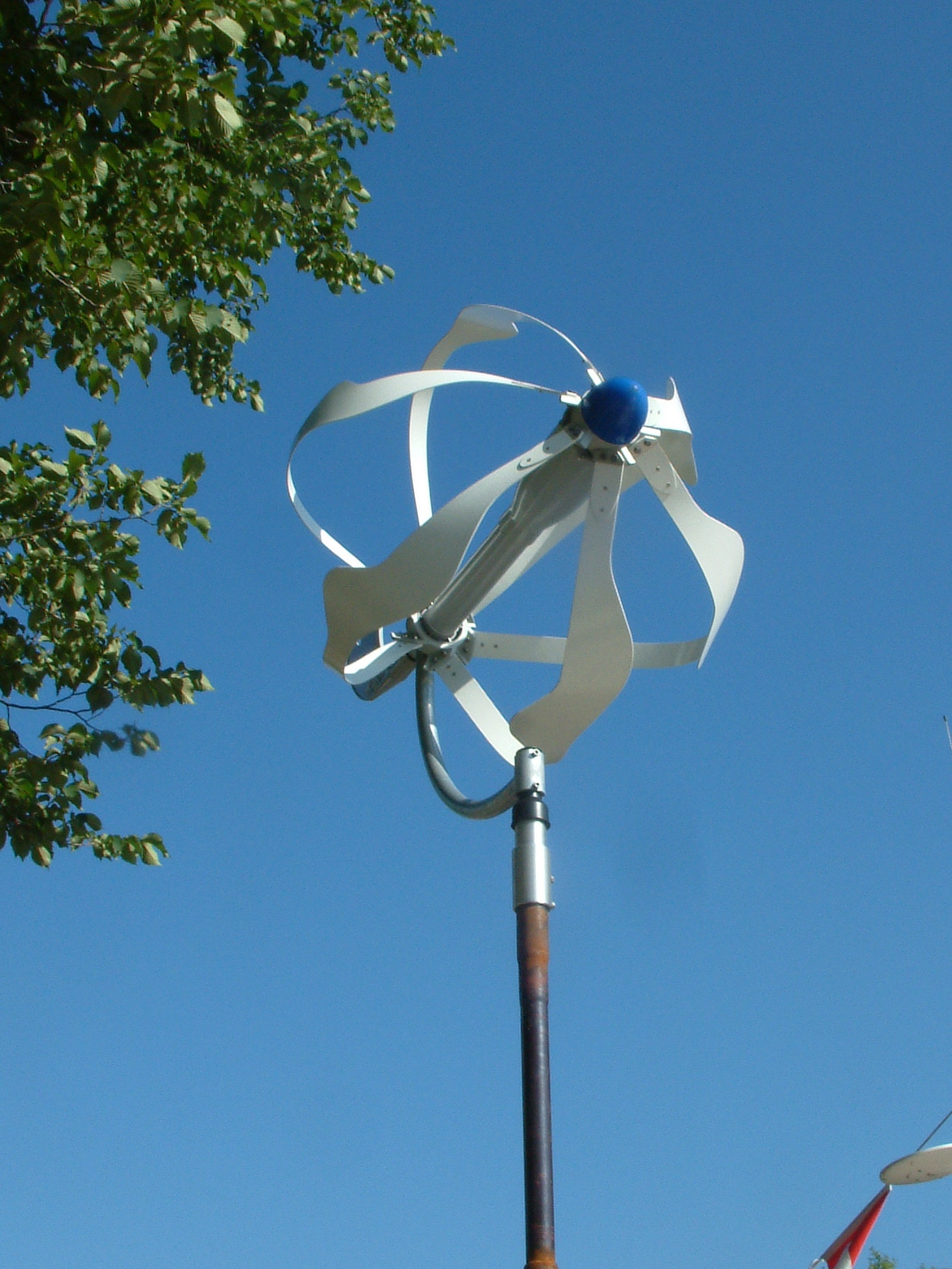
Energy Ball

De Energy Ball V100 is een kleine balvormige windturbine met een diameter van ca. 1 m voor kleinschalig gebruik. De opbrengst van de windturbine is volgens de fabrikant 100 kWh/jaar (overeenkomend met een gemiddeld vermogen van 11 watt) bij de in Nederland heersende gemiddelde windsnelheid van 4 m/s. Dat is circa 3% van het gemiddeld jaarlijks gebruik van een gezin. De turbine kenmerkt zich door het ontbreken van wieken. Deze zijn namelijk verwerkt in de bal. 
Uitvinder is de Nederlander Rikus van der Klippe. Hij studeerde vliegtuigbouwkunde aan de Technische Universiteit Delft bij Jan in 't Veld. De ontwerper claimt een Venturi-effect. Door gebruik te maken van het venturi-effect wordt de wind door de bladen versneld en ontstaat binnen in de bal een gebied met lagere druk; hierdoor benut de Energy Ball een groter oppervlak wind dan turbines van vergelijkbare diameter. 
In tegenstelling tot grotere windmolens functioneert de energy ball al bij lage windsnelheden. Door zijn geringe omvang valt hij in de categorie mini-windturbines, ook wel stadsturbines genoemd.
Uit metingen blijkt het aerodynamisch rendement van de molen echter tegen te vallen vergeleken bij andere mini windturbines.
In 2006 heeft de ball tijdens de aandrijftechniekbeurs de Applicatie Award Publieksprijs ontvangen.